# Прямая Александрова
Прямая Александрова (или длинная прямая) — топологическое пространство, один из основных контрпримеров, используемых в топологии: обычная вещественная прямая состоит из счётного числа отрезков {\displaystyle [0,1)}, расположенных друг за другом, а прямая Александрова строится из несчётного числа таких отрезков. Построена Павлом Александровым в 1924 году.
Замкнутая прямая Александрова {\displaystyle L} определяется как декартово произведение первого несчётного ординала {\displaystyle \omega _{1}} и полуинтервала {\displaystyle [0,1)}, снабжённое топологией порядка (то есть её база — интервалы {\displaystyle \{x\mid a<x<b\}}), индуцированной лексикографическим порядком на {\displaystyle \omega _{1}\times [0,1)}. Открытая прямая получается удалением наименьшего элемента {\displaystyle (0,0)}.
Прямая Александрова равномощна вещественной прямой и является нормальным пространством, как и любое пространство с топологией порядка, однако обладает рядом необычных свойств. В частности, её топология неметризуема, она секвенциально компактна, но не компактна, линейно связна, локально связна и односвязна, но не стягиваема. Более того, прямая Александрова имеет структуру несепарабельного топологического многообразия, несмотря на непаракомпактность, и удовлетворяет первой аксиоме счётности, но не второй. На ней также можно ввести структуру дифференцируемого и даже аналитического многообразия.